# Denis Huseinbašić
Denis Huseinbasic (Erbach, Hesse, Alemania, 3 de julio de 2001) es un futbolista bosnio que juega de centrocampista en el F. C. Colonia de la 1. Bundesliga.

## Trayectoria
Nació en Erbach, Hesse, el 3 de julio de 2001. Tras haber jugado en las canteras del SpVgg Erbach, del SV Darmstadt 98 y del Eintracht Fráncfort, se incorporó a la academia del Kickers Offenbach en 2018. En la temporada 2020-21, comenzó a hacer apariciones en el primer equipo de Offenbach, compitiendo en la Regionalliga Südwest de cuarta categoría. En julio de 2021, amplió su contrato con el club hasta 2024. En mayo de 2022, formó parte del equipo de Offenbach que ganó la Copa de Hesse de 2022.
El 3 de junio de 2022 se anunció su traspaso al F. C. Colonia de la Bundesliga y la firma de un contrato con el club hasta 2025.

## Vida personal
Es de origen bosnio pero tiene pasaporte alemán.

## Estadísticas

### Clubes
Actualizado al último partido disputado el 29 de octubre de 2024.
| Club                         | Div.          | Temporada     | Liga  | Liga  | Copas nacionales | Copas nacionales | Copas internacionales | Copas internacionales | Total | Total |
| Club                         | Div.          | Temporada     | Part. | Goles | Part.            | Goles            | Part.                 | Goles                 | Part. | Goles |
| ---------------------------- | ------------- | ------------- | ----- | ----- | ---------------- | ---------------- | --------------------- | --------------------- | ----- | ----- |
| Kickers Offenbach · Alemania | 4.ª           | 2020-21       | 25    | 5     | 0                | 0                | —                     | —                     | 25    | 5     |
| Kickers Offenbach · Alemania | 4.ª           | 2021-22       | 33    | 4     | 0                | 0                | —                     | —                     | 33    | 4     |
| Kickers Offenbach · Alemania | Total club    | Total club    | 58    | 9     | 0                | 0                | 0                     | 0                     | 58    | 9     |
| F. C. Colonia II · Alemania  | 4.ª           | 2022-23       | 3     | 4     | —                | —                | —                     | —                     | 3     | 4     |
| F. C. Colonia II · Alemania  | Total club    | Total club    | 3     | 4     | 0                | 0                | 0                     | 0                     | 3     | 4     |
| F. C. Colonia · Alemania     | 1.ª           | 2022-23       | 24    | 4     | 0                | 0                | 5                     | 1                     | 29    | 5     |
| F. C. Colonia · Alemania     | 1.ª           | 2023-24       | 26    | 0     | 2                | 0                | —                     | —                     | 28    | 0     |
| F. C. Colonia · Alemania     | 2.ª           | 2024-25       | 10    | 1     | 2                | 0                | —                     | —                     | 12    | 1     |
| F. C. Colonia · Alemania     | Total club    | Total club    | 60    | 5     | 4                | 0                | 5                     | 1                     | 69    | 6     |
| Total carrera                | Total carrera | Total carrera | 121   | 18    | 4                | 0                | 5                     | 1                     | 130   | 19    |